# Samtgemeinde Lutter am Barenberge
De Samtgemeinde Lutter am Barenberge is een voormalige Samtgemeinde in de Duitse deelstaat Nedersaksen. Het was een samenwerkingsverband van drie kleinere gemeenten Hahausen, Lutter am Barenberge en Wallmoden in het Landkreis Goslar. Het bestuur was gevestigd in Lutter am Barenberge. Op 1 november 2021 werd het samenwerkingsverband opgeheven en gingen de deelnemende gemeenten op in de gemeente Langelsheim.

## Demografie

Bevolkingsontwikkeling 1975-2010